# 1889 na Venezuela
Esta é uma cronologia dos principais fatos ocorridos no ano de 1889 na Venezuela.

## Eventos
- 2 de janeiro –  O presidente Juan Pablo Rojas Paúl decretou a construção da Igreja Paroquial de São José (San José, em espanhol).

## Arte
- La muerte de Ricaurte en San Mateo e Retrato de mujer, de Antonio Herrera Toro.
- El granizo de Reims, La joven madre, Carlota Corday, Mujer oriental e Fantasía árabe, de Arturo Michelena.
- Dante y Beatriz a orillas del Leteo, El bautizo e Estudio para el balcón, de Cristóbal Rojas.

## Personalidades

### Nascimentos
- 10 de maio – Armando Reverón (m. 1954) — artista plástico.
- 1 de setembro – Francisco Pimentel, pseudônimo de Job Pim (m. 1942), escritor e humorista.[1]
- 5 de setembro – Enrique Tejera Guevara (m. 1980), médico, cientista e político. O primeiro-ministro da Saúde e do Bem-Estar Social.
- 5 de outubro – Teresa de la Parra (m. 1936), escritora.
- 18 de dezembro – José Rafael Pocaterra (m. 1955) — escritor, jornalista e diplomata.